# Pat McCrory
Patrick Lloyd ”Pat” McCrory, född 17 oktober 1956 i Columbus, Ohio, är en amerikansk republikansk politiker. Han var borgmästare i Charlotte 1995–2009 och North Carolinas guvernör 2013–2017.
Den 14 april 2021 meddelade McCrory sin kandidatur till senatsvalet i North Carolina 2022.
McCrory efterträdde 1995 Richard Vinroot som borgmästare i Charlotte. Han efterträddes 2009 av Anthony Foxx.
McCrorys fyra närmaste företrädare som borgmästare i Charlotte hade utan framgång kandiderat till guvernör i North Carolina. McCrorys seger i guvernörsvalet 2012 innebar att det så kallade Charlotte Curse, förbannelse med innebörden att det inte gick att avancera från stadens borgmästare till guvernör, bröts. McCrory hade själv drabbats av förbannelsen i guvernörsvalet 2008. År 2012 vann han sedan klart med 54,68 procent av rösterna.